# ホンダ・シビックシャトル
シビックシャトル（CIVIC SHUTTLE）は、本田技研工業がかつて生産、販売していたステーションワゴン型の小型自動車である。なお、本稿では商用モデルとして販売された「シビックプロ（CIVIC PRO）」についても記述する。

## 概要
1983年から1996年に生産・販売された、3代目及び4代目シビックの5ドアステーションワゴン版で、2代目に設定されていたシビックカントリーの実質的な後継車である。1.3Lから1.6Lのエンジンを搭載し、当初FFのみであったが、後に4WDも追加された。
当時の同クラスライバル車と比較して5ドアハッチバック車よりは全高が約10cmも高く、ワゴン車よりは全長が約20cmも短いそのボディスタイルは独特のもので、後の「ショートワゴン」や「セミトールワゴン」の先駆けとなった。また、当時のカタログには「新しいセダンです」という記載もあった。
サイズ的には3代目フィットとほぼ同じ大きさである。

## 初代 AJ/AK/AR型（1983 - 1987年）
1983年（昭和58年）10月20日、3代目シビックの5ドアとして、3ドアより約1か月遅れて販売された。5ドアであることから車型を表す2桁の数字のうち、10の位は「5」となっている。
「55J」と「55i」にはリアスタビライザーとフットレストを備え、また、リアシートがダブルフォールディングにより荷室がフルフラットになり（そのためか座面とバックレストに大きな隙間がある）、スポーツ指向及びRV指向が強い。「55M」と「55G」は、リアシートは格納できない代わりに厚みもしっかりしており、リアトノカバーの両端に16 cmサイズのスピーカーを装着できるなど、より居住性を重視した性格を持っている。その他の装備では、「55i」にはデジタルメータ及びサンルーフが選択でき、「55G」にはエンジン回転数感応式パワステ、集中ドアロック、フューエルリッドオープナー及びリアヒーターダクトを標準装備していた。
トランスミッションは5速MT、3速AT（「55i」のみ）またはホンダマチック（「55i」、「53U」以外）が選択できた。外観では「53U」及び「55M」が規格角形ヘッドランプを装備しているのに対し、「55J」以上は異形ヘッドランプを装備している。「55i」のみバンパーがシルバーで、リアゲートの配色が異なっている。「53U」にはプロテクションラバー（=ドアモール）がなく、「55M」と「55G」には小振りのものが、「55J」と「55i」にはやや大きいものが装着されるなど、違いが多かった。
1984年（昭和59年）11月1日、パートタイム式4WD（4WD-M、4WD-J）を追加した。エンジンは1.5 Lキャブレター、トランスミッションは、スーパーロー付き5速MTのみが設定されていた。外観では前後バンパー及びプロテクションラバーが大型化し、全長が4.0 mを越えた。合わせて、これまで純正装着されていた「55G」以外では選択出来なかったパワステをオプション設定した。
1985年（昭和60年）9月、マイナーチェンジ。グレードを整理して「55J」、「55i」、「4WD-M」、「4WD-J」とし、オートマチックトランスミッションはロックアップ付き4速ATに進化した。また、プロテクションラバーを4WDモデルと同タイプの大型のものに統一し、「55i」はリアヘッドレストの形状を変更した。
1986年（昭和61年）9月9日、4WDが「リアルタイム4WD」（ビスカスカップリング式スタンバイ4WD）に進化し、さらにバンパーが巨大化した。その際設定された限定車にはアルミホイール、リアスタビライザー、アルミ製アンダーガード及びサイドプロテクタが装着された。
商用モデルには「シャトル」のサブネームは与えられず、乗車定員の違いにより「PRO-T」、「PRO-F」の2グレードで構成され、外観は「53U」同様であった。
日本国内仕様に対し、北米仕様のフロントサイドマーカーは膨らみがなく、反射板となっている。また、リアコンビランプのサイドにもサイドマーカーが備わる。
欧州仕様はフロントサイドマーカー部分が日・米仕様と異なりクリアレンズで、形状は北米仕様同様膨らみがなく、その箇所にバルブが入らない。サイドマーカーは独立してタイヤハウス後部に備わるため、構造上2代目シャトルの日本仕様及び欧州仕様に近い。また、リアバンパーのナンバーポケット左右にリアフォグランプを装備している。

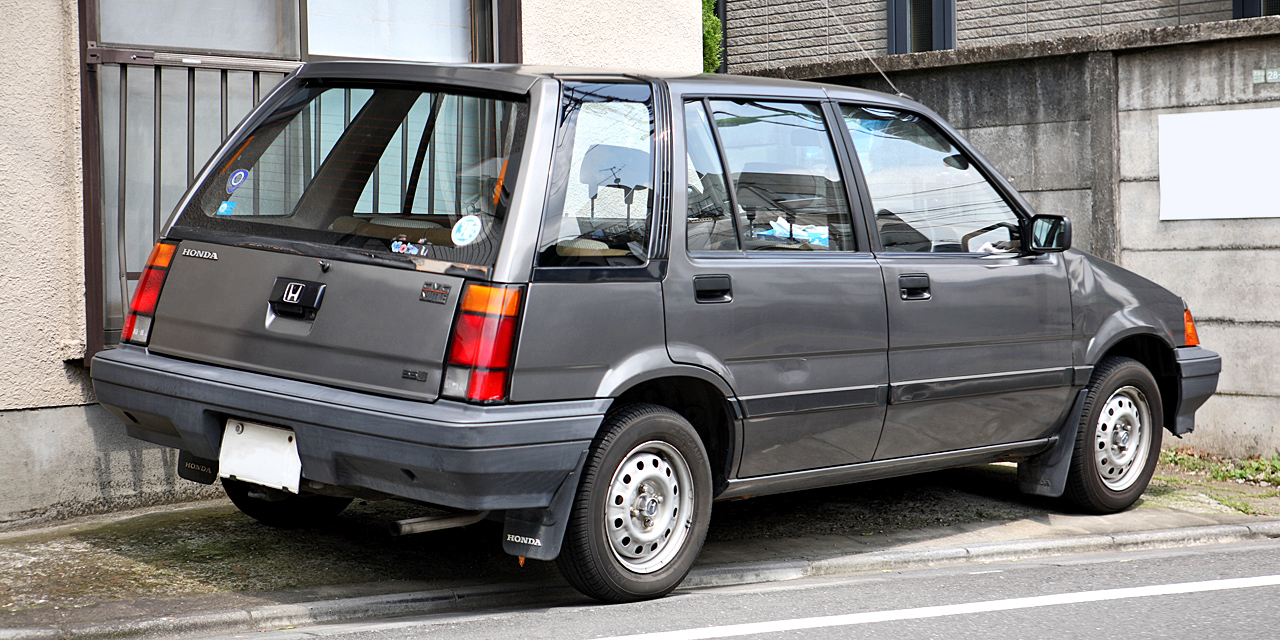
初期型55J（リア）

## 2代目 EF2/3/4/5型（1987 - 1996年）
1987年（昭和62年）、4代目シビックと合わせてモデルチェンジ。このモデルも3ドアより約1か月遅れの10月20日より販売された。シビックと同じ足回りの4輪ダブルウィッシュボーン式サスペンションが採用される。1気筒4バルブ方式の「ハイパー16バルブエンジン」、電子燃料噴射システム「PGM-FI」などを採用。トップグレードの「56i」と「RTi」にはZC型エンジンを搭載した。
1988年（昭和63年）8月3日、小変更をおこなった。AT車にシフトロックシステムを装備し、リバースポジションに連動する車内吹鳴ブザーを追加。4WDにLow（1速）ホールド付き4速ATとINTRAC（デュアルビスカスカップリング4WD+ABS）が設定された。
1989年（平成元年）9月21日、マイナーチェンジを実施、「53U」を追加し、「RTX」系のエンジンを1.5 Lから1.6 Lに変更。
1990年（平成2年）9月、小変更をおこない「RTi・リミテッドエディション」を追加し、「55X」および「RTX」を廃止した。
1992年（平成4年）11月、小変更をおこない安全性の向上を図った。
1993年（平成5年）9月、グレードの整理を行い、「53U」、「56i」および「RTXエクストラ」を廃止。
1994年（平成6年）7月8日、「RTi」をベースにRV的な装備を追加して価格を引き下げた「ビーグル（Beagle）」が発売される。カンガルーバーとフォグランプが標準装備されており、ホンダ初の乗用車をベースとしたクロスオーバーSUVとも言えるが、このモデル以外に日本国内で発売されたホンダ車に標準装着された例がない。
このモデルはホライゾンやクロスロード同様、RVブームの中、販売ラインナップにRVが無かったホンダにその穴を埋めるかたちで設定された車種で、クリエイティブ・ムーバーシリーズ（特にCR-V）登場までのつなぎ役的な存在であったが、登場から7年を経て低迷していたシビックシャトルの販売台数は一気に増加した。
シャトル以外のシビック（3ドアハッチバック&4ドアセダン）は1991年（平成3年）9月と1995年（平成7年）9月にモデルチェンジを受けたが、シャトルだけモデルチェンジを受けず、そのまま継続生産・販売された。
1996年（平成8年）2月21日、同日発表された6代目“ミラクルシビック”のワゴン/ライトバン版であるオルティア/パートナーに引き継ぐ形でシビックシャトル/シビックプロは販売を終了した。

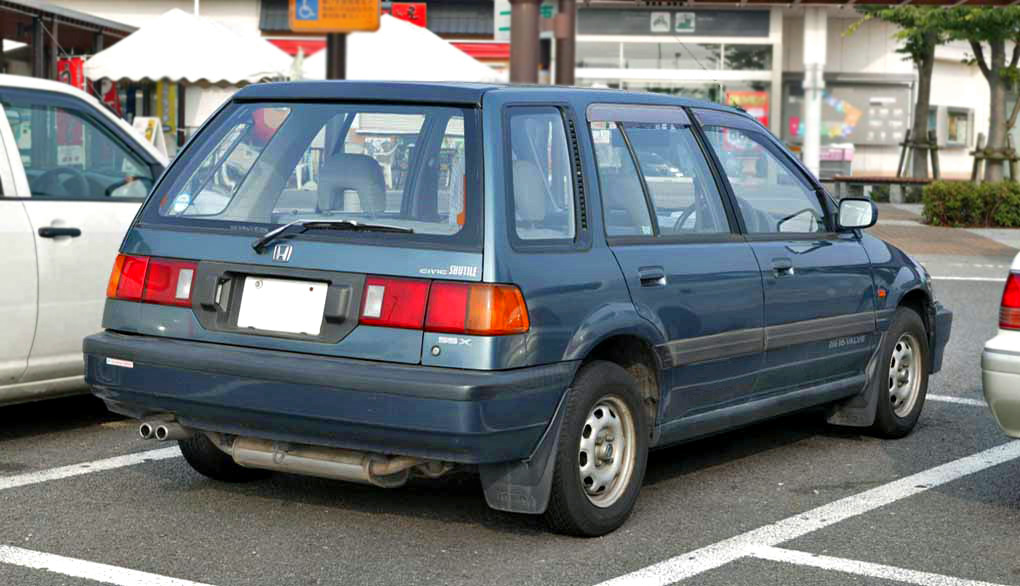
55X（リア）
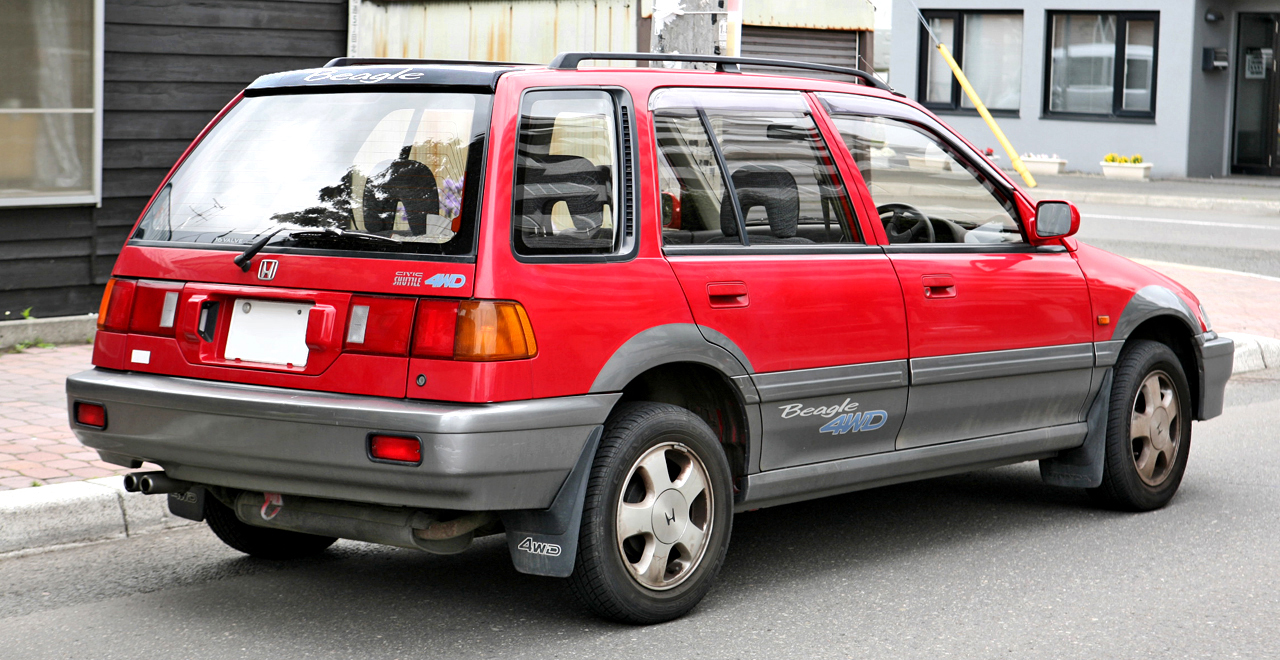
ビーグル（リア）

シャトルの名は2011年（平成23年）発売のフィットシャトルのサブネームで復活し、その後継車たるシャトルでは単独ネームとして継承された。